# پسرهایی مثل تو (ترانه ایتزی)
پسرهایی مثل تو (انگلیسی: Boys Like You) ترانه‌ای از گروه دخترانه کره‌ای ایتزی است. این ترانه، توسط جی‌وای‌پی انترتینمنت و ریپابلیک رکوردز در ۲۱ اکتبر ۲۰۲۲ منتشر شد. این ترانه اولین تک‌آهنگ انگلیسی گروه است.